# 強装弾
強装弾（きょうそうだん、英語: overpressure ammunition）は、その口径の通常の圧力よりも高い圧力を発揮するように発射薬がロードされているが、プルーフ・テスト弾の圧力よりは低い小火器用の弾薬である（砲内弾道学も参照）。一般的には+Pや+P+と名付けられている。圧力を高めるのは、通常は、護身などの目的で使われる弾薬のように、より高い銃口初速とストッピングパワーを発揮させることが目的である。したがって、+P弾薬は、護身などに使われる拳銃の口径によくみられる。

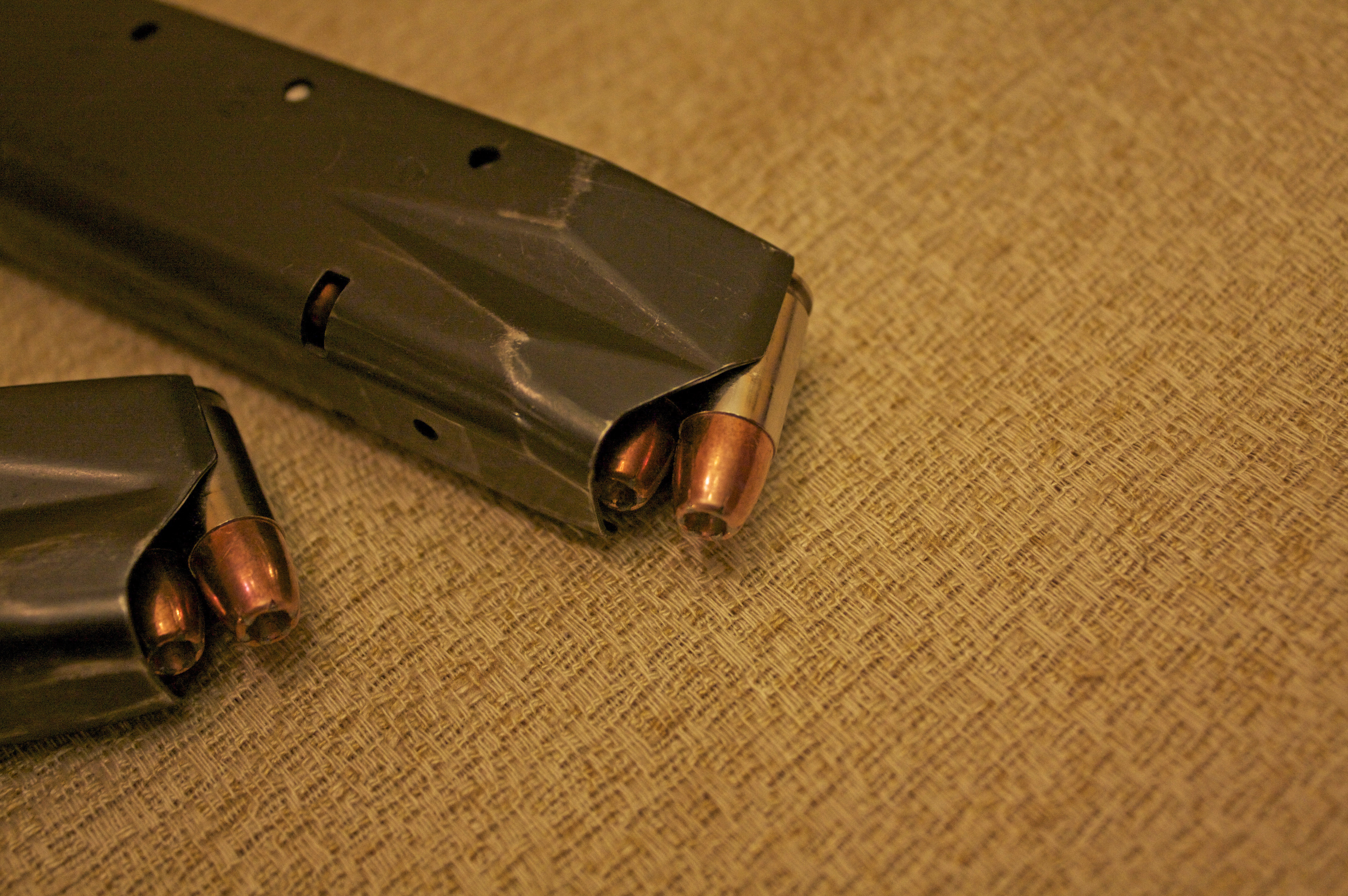
SIG SAUER P226の弾倉に装弾された SPEER GOLD DOT 124gr 9mm+P

## +Pとマグナム弾
.357マグナム弾や.44マグナム弾のようなマグナム弾は、普通は既存の弾薬をもとに、圧力を大きく高めることによって開発される。通常は、開発された弾薬はもとの弾薬と細かな部分がいくつか異なっており、これによって、この弾薬専用に設計されていない銃に誤って装填できないようにしている。たとえば.357マグナム弾は、もとになった威力のより低い弾薬である.38スペシャル弾より少し長い。しかし、+P弾薬は、その口径の通常の弾薬と外部の寸法が全く同じである。これが可能なのは、メーカーが通常の弾薬の圧力を低めにしているからである(1972)。+P弾薬は、通常の圧力の弾薬の性能と同じ性能を発揮できるように設計される。+P弾薬は、品質があやしい銃には使わない方がよい。

## 歴史
初期の弾薬に使われていた黒色火薬の燃焼特性は、それらの弾薬が、普通は25,000 psi （約172,369 kPa）以下の低い圧力で作動することを示している。これらのカートリッジの薬莢の容量は限られていたので、より大きな威力を得る唯一の方法は、より多くの発射薬が入れられるように、薬莢を大きくすることだった。たとえば、黒色火薬の銃を生産していたシャープス・ライフル・マニュファクチャリング・カンパニーは、わずかな装薬の量を70グレーン (4.5 g)（.45-70弾）から110グレーン (7.1 g)（.45-110弾）に増やした弾薬を使う銃を製造していた。
無煙火薬が出現すると、この火薬は黒色火薬にくらべて大幅に大きなエネルギー密度をもっていたので、黒色火薬を用いていた実包の大きな薬莢は、大幅に威力を増強し、発揮できるようになった。.32-20ウィンチェスター弾や.44-40ウィンチェスター弾のような弾薬はリボルバーとレバー・アクション・ライフルの両方に採用されたが、これらのライフルの作動機構は従来より高い圧力に耐えることができた。これによって、これらの弾薬の「機関銃専用」ロードが作られ、大幅に高い速度とエネルギーをライフルに与えたが、その高圧のせいでリボルバーにとっては安全ではなかった。このようなロードは安全性の懸念があり、また、.30-30ウィンチェスター弾のような、より高速の新しい無煙火薬の小銃弾が提供されたこともあって、最終的には無くなった。
大手メーカーにより、通常よりも故意に圧力を高められた最初の現代的な無煙火薬の弾薬は.38 ACP弾で、オリジナルは1900年に発表された。この弾薬は当時の他社製.38口径弾薬と同じような性能だった。しかし1929年、この弾薬は作動時の圧力と初活力が大きく増したのにともなって、.38スーパー・オートマチック弾、あるいは単に.38スーパー弾と改名された。本弾薬は長期にわたり、入手可能な自動拳銃用の弾薬としては、エネルギーと速度の両方においてもっともパワフルな弾薬だった。この口径は、M1911自動拳銃によくみられ、また、トンプソン・サブマシンガンにもこの口径のものがある。また「小銃専用」ロードのように、.38スーパーは古い.38 ACPの銃に装填が可能であり、危険だった。初活力が500ft-lbs（約678J）に達することもある.38スーパーは、護身用の弾薬としても使い続けられたが、IPSCのような射撃競技でも非常に人気がある。同様に高圧のロードが作られた例には、1930年の.38スペシャル弾の.38-44 HV ロードがあり、これは最終的に.357マグナム弾の開発につながった。

## 基準
アメリカ合衆国では、武器と弾薬に関する基準は、SAAMI（Sporting Arms and Ammunition Manufacturers' Institute）によって管理および公表されており、各口径の標準の内圧も、以前はCUP(en:Copper units of pressure)単位で、現在はPSI単位で公表されている。いくつかの弾薬について、SAAMIは公式な+Pの圧力を定めている。一般的に、+Pの圧力は、通常の弾薬の圧力よりも約10%ほど高い（下の表も参照）。SAAMIは+P+の圧力について標準を定めていないが、+P+は+Pロードよりも圧力が高いことを示す。いずれの場合でも、プルーフ・テスト弾よりは圧力が低い。すべての銃は、販売前にプルーフ・テスト弾の発射に耐えることが義務付けられている。プルーフ・プレッシャーは、SAAMIによって、動作時の圧力に対するパーセンテージとして定められており、これは+P+弾薬の圧力を30-40%上回っている。比較として、マグナム口径は、その元になった弾薬のほとんど2倍の圧力になるようにロードされることがある。強装弾は一般的には護身用の弾薬で、コンパクトな銃から最大の威力を発揮する必要がある警察などによって使われる。したがって、ほとんどの強装弾はホローポイント弾か、ほかの形式の拡張する（expanding）弾頭をもつ弾薬である。
「より高い圧力」は、「高い圧力」と同じではない。通常、+P弾薬は、一般的なマグナム弾薬よりも、はるかに低い圧力である。+Pの標準は、仮に誤って+P弾薬を+Pに対応していない銃で使用しても、銃の物理的な状態が良好ならば、一度で破裂してしまう危険を最小にできるような値に設定されている。しかし、+P弾薬に対応していない銃で+P弾薬を何発も発射すると、あっという間に銃が故障してしまう。したがって、+P弾薬は、メーカーが+Pを使っても安全だと指定した銃でだけ使うべきである。

## 市販されている+P弾薬
+Pの圧力で強化されることが多い弾薬には、9x19mmパラベラム弾、.45ACP弾、および、.38スペシャル弾などがあるが、これらはいずれも20世紀初頭から存在している。これらの口径の銃が最初に作られたころに比べて、金属工学や品質が大幅に向上したので、現代の銃はより高い圧力でも安全になった。多くのモデルは+P弾薬を使えるよう安全率を取っている。たとえばアルミ合金フレームをもつ.38スペシャル・リボルバーの多くは、普通は+P弾薬を使うべきでない。シリンダーが圧力に耐えられても、余分の力が銃の疲労を増加させ、耐用年数を低下させる。
代表的な+P弾薬の、SAAMIによる仕様は以下のとおりである。
| 弾薬               | 通常の圧力 | +Pの圧力 | 注釈                                                                                   |
| ------------------ | ---------- | -------- | -------------------------------------------------------------------------------------- |
| 9x19mmパラベラム弾 | 35,000     | 38,500   | 10% 増加。                                                                             |
| .38スペシャル弾    | 17,000     | 18,500   | 9% 増加。                                                                              |
| .45ACP弾           | 21,000     | 23,000   | 9.5% 増加。                                                                            |
| .38ACP弾           | 26,500     | 36,500   | 38% 増加で、.38スーパー弾となる。                                                      |
| .45コルト弾        | 14,000     | 27,500   | 96.4% 増加。現代のリボルバーおよびレバー・アクション・ライフルのいくつかに用いられる。 |

現在、SAMMIは+P+の指定を用いていないが、SAAMIの+Pの仕様を超えるロードを示すために、いくつかのメーカーでは使用されている。ある情報によれば、9x19mm +P+ ロードは42,000psiで、通常の圧力である35,000psiの18%増し、.38スペシャルの +P+ は22,000psiで通常の29%増しとされている。
小規模な弾薬メーカーの弾薬やリローディングガイドには、特定の目的のための特別なロードを含んでいることがよくある。たとえば、上記リストの.45コルト弾のロードはバッファロー・ボア・アムニッションから提供されている。通常これらのロードは、より新しく強い銃を使った場合に、比較的古い設計の弾薬から最大の性能を引き出すために設計される。例としては.45コルトの上限は14,000psiであるが、これは黒色火薬の性能が反映されたもので、この弾薬が発表された1873年に製造された銃に対してさえ安全である。頑丈な真鍮のヘッドをもつ現代の弾薬を、もともと高い圧力の.44マグナムを装填するように設計されたスタームルガー・ブラックホークリボルバーから発射する場合は、その圧力を悪影響なしに大幅に高めることができる。しかし、このようなロードは圧力がほとんど2倍になっており、あまり見かけなくなってはいるものの、黒色火薬の水準のロードを意図している銃を壊してしまう可能性がある。

## カスタムおよびハンドロードの強装弾
古い弾薬のいくつか、特にもともとは黒色火薬弾薬だった.45コルトや.45-70（どちらも1873年に遡る）のような弾薬は、もともと可能だった水準より大幅に高い水準のロードが可能である。現代の銃は、もとの黒色火薬時代の銃より大幅に頑丈（たとえば、.45コルトの銃の多くは.44マグナム版と同じフレームで製造されている）なので、現代の銃と特製のロードの弾薬の組み合わせは、現代の弾薬に比肩する性能を発揮できる。しかし、これらの高い圧力のロードは、現代の銃でだけ使用できる。これらの「非公式なマグナム」弾薬の発射には潜在的な危険が伴うので、通常はハンドロードで作成するか、小規模で特別なメーカーから購入するしかない。これらのロードには、SAMMIの仕様が存在する場合も、そうでない場合もあるので、特別に注意を払う必要がある。通常は、メーカーやデータの公表者が、あるロードが安全に使用できる銃（あるいは使用できない銃）を明示的に指定する。たとえば、"Only for use in Ruger and Thompson/Center Contenders"（ルガーおよびトンプソン・センター コンテンダーでのみ使用すること）、"Use only in modern Marlin and Winchester repeating actions"（現代のマーリンおよびウィンチェスター・リピーティングアクションでのみ使用すること）、"Ruger No. 1 and No. 3"（ルガーNo.1 と No.3）のように指定するものである。
SAAMIで認められているルガー.45コルト（Ruger .45 Colt）ロードに加えて、より高い圧力の特製のロードが数多く存在する。多くの場合、これらのロードは圧力が試験されるのではなく、特定の銃で発射することによって試験され、過剰な圧力の影響がチェックされる。
高い圧力の弾薬は、フェデラルの.38スペシャルや9mmの+P+ハイドラ・ショック(+P+ Hydra-Shock)弾薬のように、法執行機関への販売だけに制限されることがある。以下の表は、SAAMI仕様にない+Pロードのいくつかで、メーカーが発表した圧力の情報に基づいている。
| 弾薬          | 通常の圧力 | +Pの圧力 | 注釈 |
| ------------- | ---------- | -------- | --- |
| .44マグナム弾 | 36,000     | 43,500   | 21% 増加。ギャレット・カートリッジより。ルガーおよびダン・ウェッソンのダブルアクションリボルバー、ロングフレームのシングルアクション・コンバージョン。 |
| .45Colt弾     | 14,000     | 23,500   | 68% 増加。アキュレイト・パウダー（Accurate Powder）のローディング・マニュアルより。ルガーおよびトンプソン・コンテンダーのみ。                          |
| .45-70弾      | 28,000     | 35,000   | 25% 増加。 ギャレット・カートリッジより。レバー・アクションおよびブレーク・アクション（中折れ式）を含む現代のライフル。                                |
| .45-70弾      | 28,000     | 40,000   | 43% 増加。アキュレイト・パウダーのローディング・マニュアルより。ルガーおよびそれに準じる頑丈なアクション                                               |

## +P弾薬の使用
ある銃に+Pに対応していることを明示する刻印があるか、または、その銃の説明書に明記されていない限り、+P弾薬を使うべきではない。疑問がある場合は、ガンスミスにチェックしてもらうか、メーカーに連絡を取って、その銃で+P弾薬を使っても安全かどうか確かめる必要がある。+Pの弾薬には、ヘッドスタンプがはっきりと刻印されている。例えば、9mmならば「9mm Luger +P」と刻印されている。
+Pまたは+P+弾薬を使うと、どんなピストルであっても、その部品の疲労は増加し、耐用年数は低下する。
安全性と耐久性に関する疑問に加えて、信頼性と使いやすさの問題がある。+P弾薬は、通常の弾薬とは大幅に異なる質の反動（en:recoil）を発生させることがあり、これが銃の機能に影響を与えることがある。例えば、反動利用式の銃は、反動によって動作する部品の速度が速すぎると、正しく機能しないことがある。また軽量なリボルバーでは、弾頭にはたらく締め付けを超えるに充分な反動力によって薬莢と弾頭が外れ、弾頭はシリンダー内で前方へ移動し得る。これはシリンダーが固着する原因となる。+Pロードの増大した速度と圧力は、マズルブラストと反動を増大させ、多くの射手にとって扱いを難しくさせる。これらの問題は、コンパクトかつ軽量な短銃身銃の場合により悪化する。

## +P弾薬と速度
通常の場合、+P弾薬が提案されるのは、同じ重さの弾頭で、通常の圧力の弾薬よりも大きな速度を得るためである。しかし、ある弾薬が+Pかどうか決めるために使われる圧力の基準は、圧力のピークであり、精確な速度を示すものではない。なぜなら、それは弾丸に与えた総エネルギーによって決定される圧力曲線の下の面積だからである（砲内弾道学も参照）。以下のような、きわめて多くの要因が圧力のピークに影響を与える。
- 弾頭の重さ
- 弾頭を埋め込む深さ。これは以下の要因が関係する。
  - 弾頭の材質
  - 弾頭の形
- 弾頭の寸法
- 試験用の銃身の寸法
- 試験用の銃身の薬室の形
- 弾頭の硬さ
- ボア（銃身のライフリングの山の部分）の抵抗
- （弾頭に対する薬莢の）締め付けの強さ
- 無煙火薬の燃焼速度
- 雷管の強さ
- 薬莢の容積

このような要因があるので、たとえば、同じ重さの弾頭を同じ速さで発射する二つのロードを、一方は通常の圧力のロード、他方は+Pロードとすることも可能である。同じコンポーネントから成る同じ銃でも、.40S&W弾のような発射薬が少なく高い圧力で作動する弾薬の場合は、弾頭を埋め込む深さのわずかな違いによって、圧力が大きく増大することが判明している。例えば、.40S&Wでは、弾頭を埋め込む深さを0.05インチ (1.3 mm)変えると、圧力が20%増加することが示された。